# Медаль «Родительская доблесть» (Татарстан)
Медаль «Родительская доблесть» (тат. «Ата-ана фидакарьлеге» медале) — государственная награда Республики Татарстан, учреждённая 2 декабря 2021 года и вручаемая раисом Республики Татарстан.

## История
8 октября 2021 года президент Республики Татарстан Р. Н. Минниханов в своём послании Государственному совету отметил, что «поддержка семей, прежде всего семей с детьми, молодых, многодетных и приёмных семей, — безусловный приоритет в нашей работе», в связи с чем «в целях повышения авторитета семьи и престижа родительского труда принято решение учредить новую государственную награду — медаль „Родительская доблесть — Ата-ана фидакарьлеге“». На тот момент в наградной системе Татарстана уже имелась медаль «Материнская слава», а учреждение новой медали было расценено как поощрение и отцовства. Соответствующий законопроект о поправках в закон «О государственных наградах Республики Татарстан» был принят Государственным советом 24 декабря того же года единогласно сразу в трёх чтениях. 27 декабря 2021 года закон был подписан президентом, а 7 января 2022 года вступил в силу. Указом президента от 18 апреля был установлен размер денежного вознаграждения, а 16 мая утверждено описание медали. 31 мая вышел указ о награждении пяти семейных пар, а первые медали были им вручены 1 июня в день защиты детей.

## Статут
Медаль «Родительская доблесть» представляет из себя высшую степень признания института семьи и воспитания детей. Медалью награждаются родители (усыновители) — граждане Российской Федерации, состоящие в зарегистрированном браке, или родитель (усыновитель) — в случае смерти супруга или объявления его умершим. К награждению медалью представляются родители (усыновители), не менее 10 лет проживающие на территории Татарстана, «образовавшие социально ответственную семью, ведущие здоровый образ жизни, обеспечивающие надлежащий уровень заботы о здоровье, образовании, физическом, духовном и нравственном развитии детей, полное и гармоничное развитие их личности, подающие пример в укреплении института семьи и воспитании детей». Медалью награждаются за воспитание семерых и более детей в соответствии с требованиями семейного законодательства, при наличии не менее одного несовершеннолетнего ребёнка, а также по достижении седьмым ребёнком возраста 7 лет и при наличии в живых остальных детей. Также учитываются дети, «погибшие или пропавшие без вести при защите Отечества или его интересов, при исполнении воинского, служебного или гражданского долга, умершие вследствие ранения, контузии, увечья или заболевания, полученных при указанных обстоятельствах, либо вследствие трудового увечья или профессионального заболевания, либо вследствие катастроф или стихийных бедствий». Усыновители могут быть удостоены медали при условии достойного воспитания и содержания усыновлённых (удочерённых) детей на протяжении не менее пяти лет.

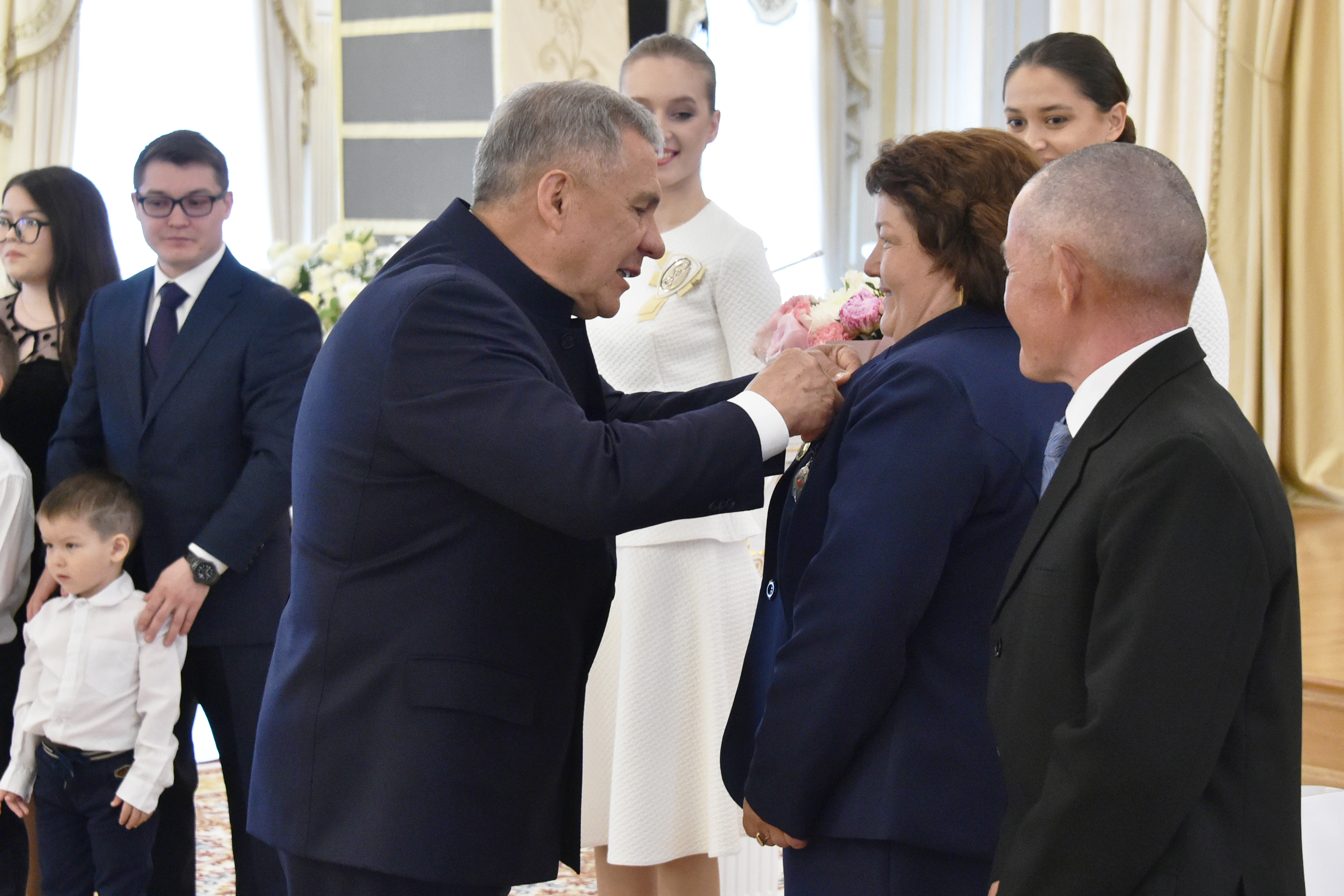
Первая церемония награждения, 2022 год

Награждение медалью, как и другими государственными наградами Татарстана, производится указом раиса Республики Татарстан по решению соответствующей комиссии по государственным наградам, официальное сообщение о награждении публикуется в газете «Республика Татарстан». Нижестоящей по отношению к медали наградой является медаль «Ана даны — Материнская слава», а вышестоящей — медаль «За заслуги в развитии местного самоуправления в Республике Татарстан». Медалью не могут быть награждены те граждане, которые уже получили орден «Родительская слава». Медаль носится на левой стороне груди и располагается после медали «За заслуги в развитии местного самоуправления в Республике Татарстан». Выплата единовременного денежного вознаграждения производится министерством труда, занятости и социальной защиты Республики Татарстан в течение 30 дней со дня награждения. Размер выплаты родителям (усыновителям) составляет 100 тысяч рублей каждому. В случае смерти награждённого вознаграждение наследуется по закону.

## Описание

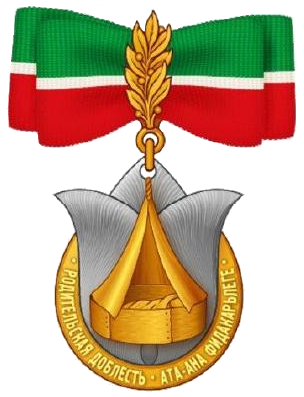
Женская версия

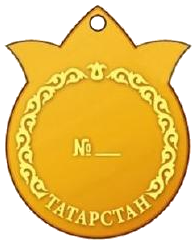
Реверс медали

Медаль «Родительская доблесть» изготовлена из серебра 925-й пробы. Аверс медали представляет собой серебряный цветок тюльпана с тремя лепестками, направленными влево, вверх и вправо. Внизу и по краям цветок окаймлён золочёной лентой шириной 4 миллиметра, концы которой заходят за лепестки. На ленте слева направо следует надпись на русском и татарском языках «РОДИТЕЛЬСКАЯ ДОБЛЕСТЬ — АТА-АНЫ ФИДАКАРЬЛЕГЕ». Поверх цветка размещено золочёное изображение подвесной деревянной колыбели с занавесью и лежащим там завёрнутым в пелёнку ребёнком. Ширина медали составляет 32 мм, а высота от основания до верха центрального лепестка — 42 мм. На аверсе медали в центре выбит порядковый номер, по окружности имеется татарский народный орнамент, прерывающийся вверху изображением тюльпана, а внизу — надписью «ТАТАРСТАН». Все изображения надписи являются рельефными. При помощи ушка и кольца медаль крепится к одежде за счёт колодки, имеющей различный вид. Для мужского костюма — прямоугольная колодка размерами 28 на 35 мм, обтянутая шёлковой муаровой лентой зелёно-бело-красного цветов государственного флага Республики Татарстан. Ширина ленты составляет 24 мм, зелёной и красной полос — 11 мм, белой — 2 мм. Верхняя часть колодки представляет собой золотистую фигурную рамку, нижняя — две расходящиеся в стороны золотистые лавровые ветви с ушком. Вдоль основания колодки имеются прорези для ленты, а сзади — булавка. Для женского костюма — колодка представляет бант из ленты аналогичных цветов и размеров. В центре расположена вертикальная лавровая ветвь с ушком, которая крепит бант к основанию колодки размерами 15 на 25 мм, сзади имеется булавка.